# 1923 no jornalismo
Nesta página encontrará referências aos acontecimentos directamente relacionados com o jornalismo ocorridos durante o ano de 1923.

## Nascimentos
| Data         | Nome               | Profissão                                    | Nacionalidade | Observações | Ref |
| ------------ | ------------------ | -------------------------------------------- | ------------- | ----------- | --- |
| 3 de janeiro | Estevam Sangirardi | radialista, comentarista esportivo, escritor | Brasil        | m. 1994     |     |
| 6 de abril   | Cláudio Abramo     | jornalista e escritor                        | Brasil        | m. 1987     |     |

## Mortes
| Data | Nome | Profissão | Nacionalidade | Observações | Ref |
| ---- | ---- | --------- | ------------- | ----------- | --- |